# Nazwa państwa Czechy
Nazwa państwa Czechy jest przedmiotem sporu i dociekań, tak w Czechach, jak i w szerszym, międzynarodowym kontekście. Po podziale Czechosłowacji na Słowację i Czechy skrócona nazwa państwa była kontestowana i wywoływała w latach 90. emocje i dyskusje. Oficjalną, długą nazwą kraju jest Republika Czeska (Česká republika), nazwą skróconą i po 20 latach używania już powszechnie i całkowicie przyjętą w języku czeskim jest Česko. Nazwa ta znana jest od XVIII wieku, ale dotychczas rzadko używana. 
W innych językach jest mniej niejasności. Jedynie proponowana dla języka angielskiego krótka nazwa Czechia nie jest często używana, jednak w kwietniu 2016 władze zaakceptowały ją jako oficjalną.

## Republika Czeska
Nazwa Republika Czeska jest oficjalną nazwa państwa. Występuje w konstytucji kraju:

My, obywatele Republiki Czeskiej w Czechach, na Morawach i na Śląsku (...) wierni wszystkim tradycjom dawnej państwowości ziemi Korony Czeskiej i państwowości czechosłowackiej, zdecydowani budować, bronić, rozwijać Republikę Czeską...

W ustawie zasadniczej nie pojawia się ani razu inne określenie kraju. Nazwa jest również formalnym określeniem kraju na oficjalnych dokumentach. W tym zakresie sytuacja jest identyczna jak z nazwą Rzeczpospolita Polska – jest to jedyna nazwa państwa stosowana zarówno w polskiej konstytucji, jak i w polskich aktach prawnych.

## Česko
Nazwa Česko jest używana w Czechach jako krótka forma oficjalnego określenia Republiki Czeskiej. Używana jest szeroko w mediach, choć budziła protesty u wielu Czechów. Negatywnie na temat tego słowa wypowiedział się były prezydent Václav Havel, mówiąc, że wymawiając to słowo „ma wrażenie, jakby go obłaziły ślimaki”. Słowo porusza problem państwowości kraju, w skład którego wchodzą trzy krainy historyczno-geograficzne z silnie zaznaczonym poczuciem odrębności ich mieszkańców: Czechy, Morawy i Śląsk Czeski. Czechy są krainą największą i najludniejszą; ponadto przymiotnik český (czeski) oznacza zarówno krainę historyczną „Čechy”, jak też i całość państwa w obecnym kształcie „Česko”. Nazwa Česko pomimo zgłaszanych kontrowersji jest obecnie oficjalnie (jak i powszechnie) uznana za normatywną.

## Čechy

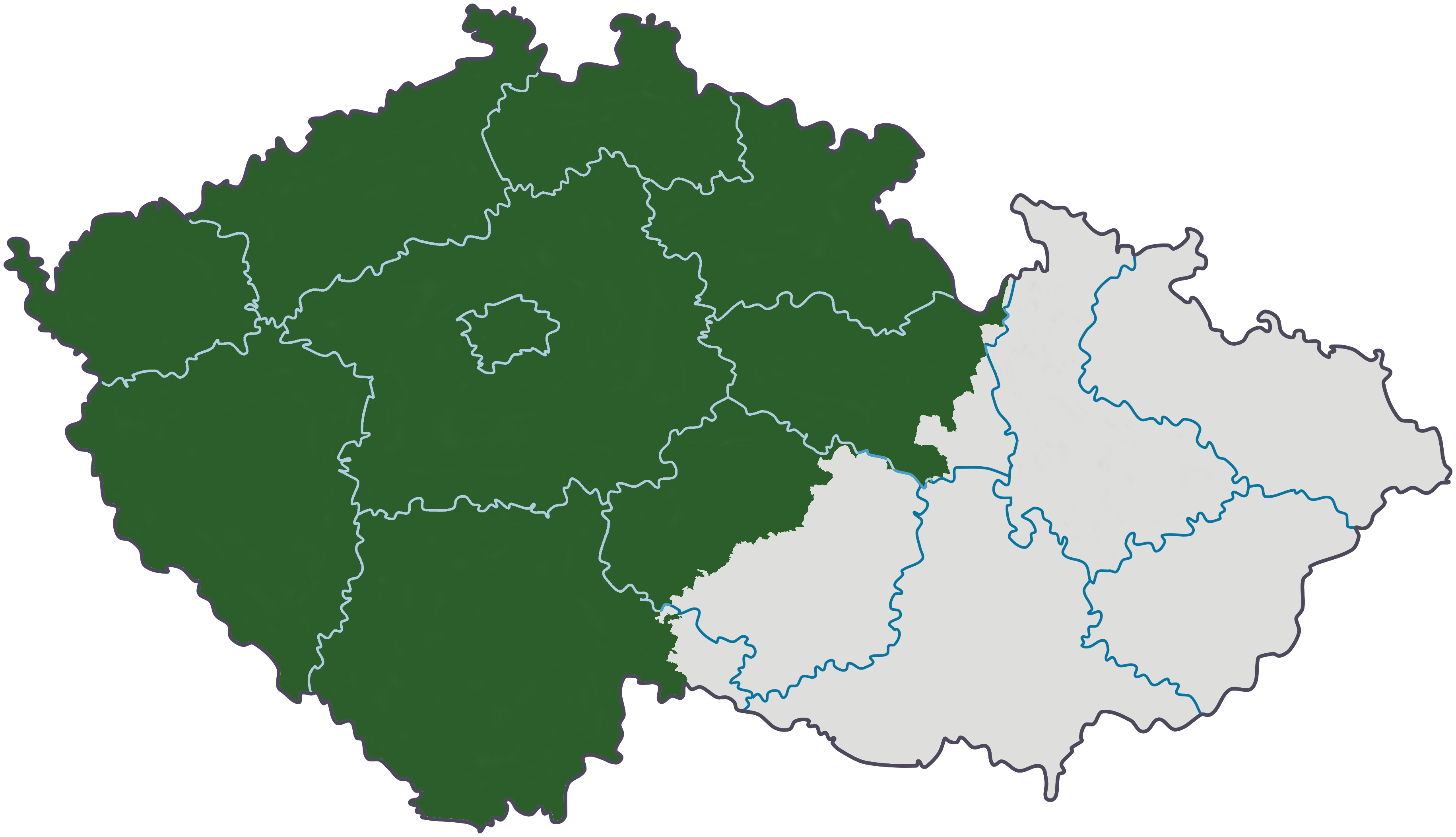
Czechy (jako kraina) na tle Republiki Czeskiej

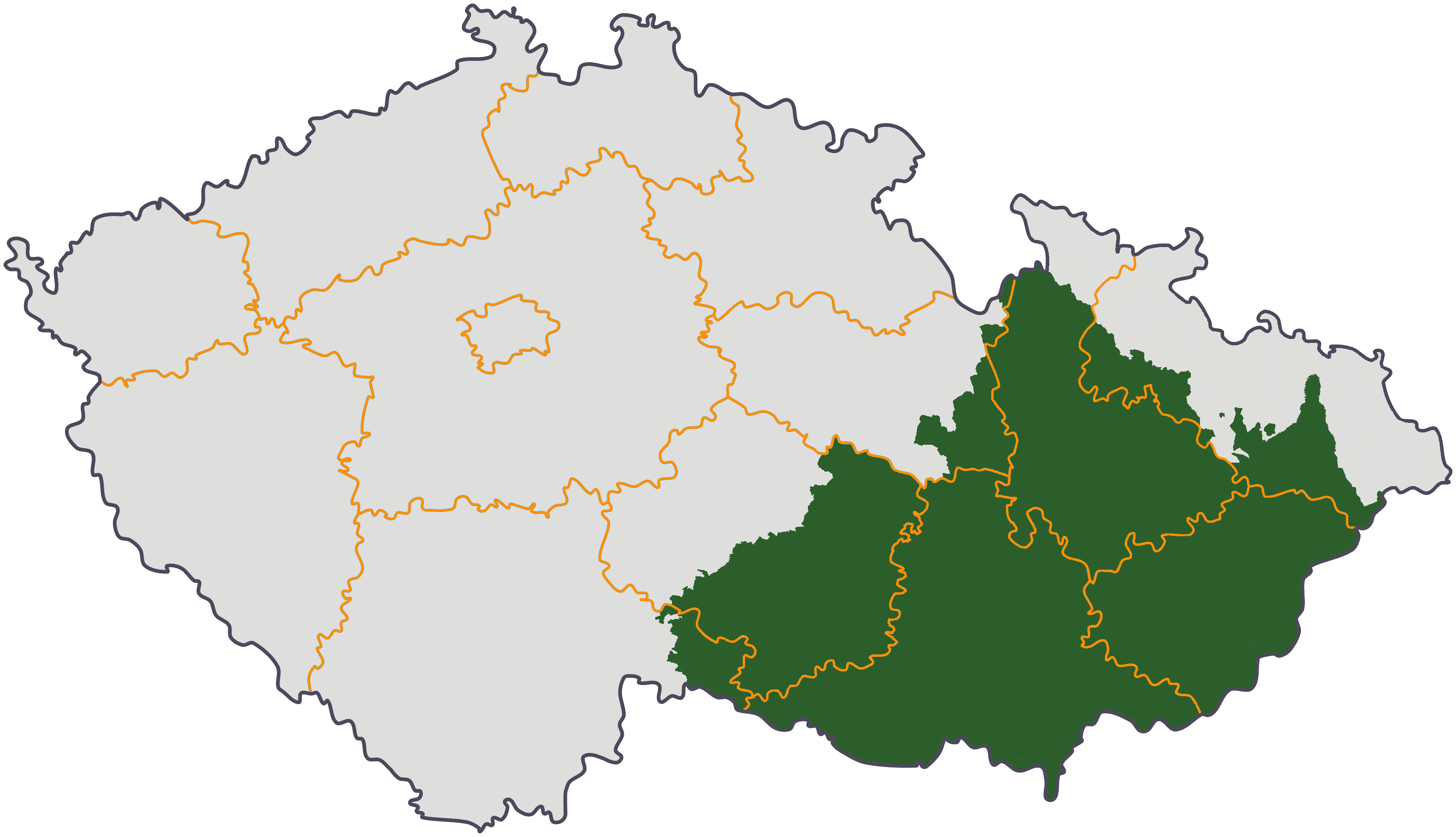
Wielkość i położenie Moraw w stosunku do Republiki Czeskiej

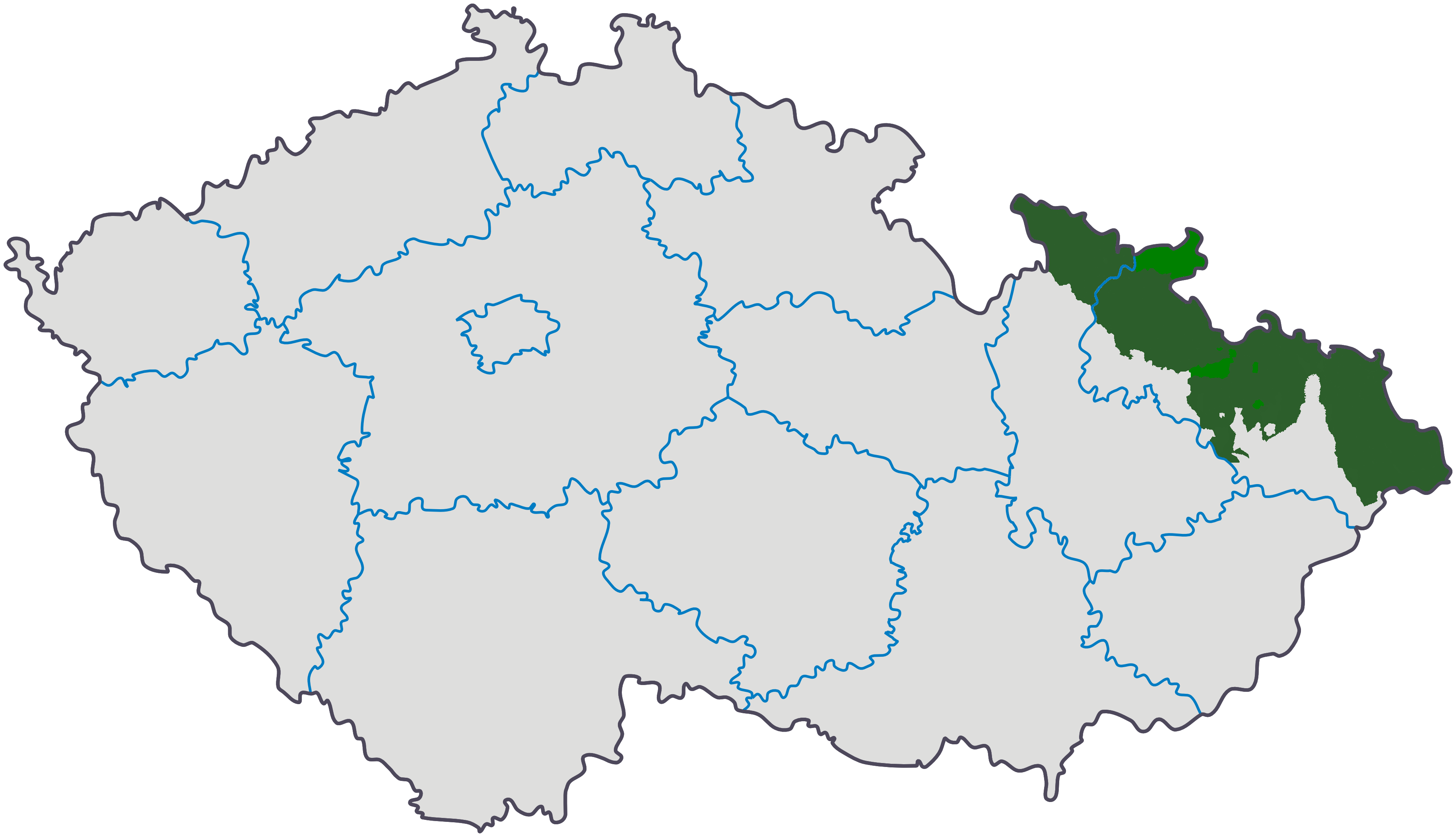
Wielkość i położenie Śląska Czeskiego w stosunku do Republiki Czeskiej

Słowo Čechy, oprócz nazwy krainy geograficzno-historycznej jest również potocznym określeniem Republiki Czeskiej. Określenie to jest kontestowane z następujących powodów:
- Nie jest ekwiwalentem Republiki Czeskiej w jej obecnym kształcie i granicach.
- Jego użycie jest przejawem znacznego nietaktu wobec mieszkańców Moraw i Ślązaków. Zdanie Brno je druhé nejvýznamnější město v Čechách (Brno jest drugim pod względem wielkości miastem Czech) jest uznawane przez mieszkańców Moraw za poważne nadużycie[5].
- Uważane jest za naruszenie tradycji państwa.
- Nie jest oznaczeniem bytu państwowego w świetle prawa międzynarodowego[5].

Nie przyjęły się niekiedy proponowane inne formy, takie jak: Čechie, Čechoslávie, Českoslovansko, Českozemsko, Českomoravsko, a także jak: Morče (z połączenia Morava i Čechy), Čechrava (połączenie Čechy i Morava) i inne, które traktowane są jako neologizmy bądź też elementy idiolektu.

## Czechia i inne nazwy
W roku 1993 czeskie Ministerstwo Spraw Zagranicznych rozpoczęło promocję angielskiej nazwy Czechia (wym. [czekia]) na oficjalnej stronie internetowej państwa (obecnie używa jednak wyłącznie długiej nazwy). Angielskie słowo Czechia jest udokumentowane już w 1841 roku (Poselkynie starych Przjbiehuw Czeskych - Messenger of the old Fates of Czechia) lub później w 1856 r. lub w 1866 roku. W języku angielskim nazwa ta nie jest do tej pory często używana, rzekomo ze względu na możliwość pomylenia jej z nazwą rosyjskiej republiki Czeczenii zapisywanej po angielsku jako Chechnia lub Chechnya, i przeważnie stosowana jest długa nazwa kraju Czech Republic (nazwa ta też jest jednak mylona z nazwą Czeczenii). Niemniej prezydent Czech Miloš Zeman używa tej nazwy w swoich oficjalnych anglojęzycznych wystąpieniach. Nazwa Czech Republic jest czasami niepoprawnie skracana do formy przymiotnikowej Czech („Czeska”), która jest homonimiczna z angielską nazwą mieszkańca: Czech (pisownia taka sama jak w języku polskim, a dawniej również w języku czeskim).
Podobne nazwy istnieją w innych językach obcych, np. fr. Tchéquie, hiszp. Chequia, wł. Cechia, ros. Чехия (trl. Čehija).
W języku niemieckim oficjalną krótką nazwą państwa jest Tschechien. W użyciu istnieje również forma Tschechei, istniejąca od końca XIX w.; towarzyszy jej jednak odium spowodowane  przekonaniem, że słowo zostało wymyślone przez Hitlera lub nazistów. Jest to pogląd błędny, gdyż słowo to istniało przed rokiem 1933 jako krótka forma słowa Czechosłowacja (niem. Tschechoslowakei) lub synonim nazwy Tschechien i nie było nacechowane emocjonalnie.

## Nazwa państwa w języku polskim
Przyjęta w języku polskim nazwa krótka Republiki Czeskiej, używana zarówno przez Komisję Standaryzacji Nazw Geograficznych jak i Ministerstwo Spraw Zagranicznych to Czechy.

## Organizacja Narodów Zjednoczonych
14 kwietnia 2016 na spotkaniu premiera, prezydenta, ministra obrony i marszałków obu izb parlamentu podjęto decyzję o rejestracji krótkich nazw państwa w językach angielskim (Czechia), francuskim (Tchéquie), hiszpańskim (Chequia), rosyjskim (Чехия), arabskim (تشيكيا) i chińskim (捷克). Ustalono również jednowyrazowe określenie dla języka czeskiego – Česko. Nazwy te zostały 1 lipca 2016 zarejestrowane przez ONZ.